# Canon V-8
Canon V-8 (V-8) је кућни рачунар, производ фирме Кенон (Canon) који је почео да се израђује у Јапану, вјероватно током 1983. године.
Користио је Z80A као централни микропроцесор а RAM меморија рачунара V-8 је имала капацитет од 16 kb. 

## Детаљни подаци
Детаљнији подаци о рачунару V-8 су дати у табели испод.
|                       |                                              |
| [ 1 ]                 |                                              |
| Произвођач            | Кенон                                        |
| Тип                   | кућни рачунар                                |
| Меморија              | 16                                           |
| Поријекло             | Јапан                                        |
| Година                | 1983?                                        |
| Тастатура             | QWERTY механичка тастатура                   |
| Процесор              |                                              |
| Фреквенција процесора | 3,6 ?                                        |
| RAM                   | 16                                           |
| ROM                   | 32 ?                                         |
| Текст                 | 24 x 40                                      |
| Графика               | 256 x 192, 32 спрајтова                      |
| Боја                  | 16                                           |
| Звук                  | General Instrument AY-2-8910 генератор звука |
| Димензије             | непознато                                    |
| Портови               |                                              |
| Оперативни систем     |                                              |